# Louise Simonson
Louise Simonson (Mary Louise Alexander, 26 de septiembre de 1946) es una escritora y editora norteamericana de libros de cómic. Es muy conocida por su trabajo en títulos como Power Pack, X-Factor, Nuevos Mutantes, Superman: El Hombre de Acero, y Steel.  Se la conoce también por su apodo "Weezie".
En reconocimiento a sus contribuciones a los cómics, Comics Alliance incluyó a Simonson como una de las doce creadoras de cómic merecedoras de reconocimiento a su trayectoria.

## Primeros años
En 1964, mientras estudiaba en el Georgia State College, conoció a su compañero de estudios Jeff Jones, con el que empezó a salir. Se casaron en 1966 y tuvieron una hija al año siguiente. Después de graduarse, la pareja se mudó a Nueva York. 
Louise posó para el artista Bernie Wrightson para la cubierta de La casa de los secretos #92 de DC Cómics (junio–julio 1971), junto a la primera aparición de La Cosa del Pantano, y fue contratada por McFadden-Bartell, un editor de revistas y distribuidor, y trabajó en su empresa durante tres años. Simonson y Jones se separaron durante este tiempo pero ella continuó utilizando el nombre de Louise Jones durante varios años.
Louise conoció al artista y escritor de libros del cómic Walt Simonson en 1973 y empezaron a salir en agosto de 1974. Se casaron en 1980.

## Carrera

### Editora
En 1974, Jones empezó su carrera profesional de libros de cómic en Warren Editorial. Pasó de ayudante a editor sénior de la línea de cómics (Creepy, Eerie y Vampirella) antes de dejar la compañía a finales de 1979.
En enero de 1980, se unió a Marvel Comics, donde trabajó en principio como editora, de forma más remarcable en Uncanny X-Men, que editó durante casi cuatro años (#137–182). Simonson (como "Louise Jones") editó otro spin-off de los X-Men, los Nuevos Mutantes, en su debut en 1983. Después de dejar la serie,  tuvo un cameo en el N.º 21 de Nuevos Mutantes, dibujada como invitada en una fiesta de pijamas por el artista Bill Sienkiewicz. Durante este periodo, también editó los cómics de Star Wars y de Indiana Jones de Marvel.

### Escritora
A finales de 1983,  dejó su trabajo de editora en Marvel para dedicarse exclusivamente a escribir como Louise Simonson. Creó la saga Power-Pack ganadora del Premio Eagle. El título, que salió en agosto de 1984, presentaba las aventuras de cuatro superhéroes preadolescentes. Simonson escribió la mayoría de los primeros cuarenta números, e incluso coloreó el Nº18. Sus otros trabajos de Marvell en los que escribió fueron Starriors, Marvel Team-Up, Web of Spider-Man y Red Sonja. También ayudó a su marido Walt Simonson a colorear la historia de Star Slammers en la novela gráfica de Marvel N.º 6 (1983).
En 1986 Bob Layton, escritor del spin-off de X-Men X-Factor, iba con retraso en la fecha de entrega y se pidió a Simonson que escribiera un tema de relleno para X-Factor. Esta historia nunca fue publicada ya que Layton consiguió entregar a tiempo su historia. Pero mientras iba escribiendo, Simonson se sintió inspirada por los personajes, hasta el punto que llevó una lista con sus ideas al editor Bob Harras con la esperanza de que Layton las usara para la serie. Sin embargo, Layton acabó dejando X-Factor poco después, y por sugerencia de Chris Claremont y Ann Nocenti, Harras escogió a Simonson como sustituta. En el N.º 6, su primer episodio, ella y el artista Jackson Guice crearon a Apocalipsis, un personaje que aparecería en otras ocasiones en la franquicia de X-Men. Desde el título del N.º 10, su marido Walt Simonson la acompañó con los lápices. Su carrera en X-Factor incluye las entregas correspondientes de la "Masacre Mutante", y los subsiguiente cruces de la "Caída de los Mutantes," "Inferno", y "X-Tinction Agenda". Terminó con la saga en el Nº64 en 1991.
En 1987, empezando con el Nº55,  se convirtió en la guionista de los Nuevos Mutantes. De modo parecido a lo que ocurrió en X-Factor, fue llamada para escribir un capítulo de relleno para que Chris Claremont pudiera lanzar otros dos títulos, pero acabó escribiendo la serie durante tres años y medio, acabándola con el Nº97 en 1991. Fue durante este periodo que ella y el artista Rob Liefeld introdujeron a Cable, otro personaje importante de la franquicia de X-Men. Entre 1988 y 1989, ella y su marido coescribieron el Havok and Wolverine: Meltdown, una serie limitada pintada por Jon J Muth y Kent Williams.
En 1991, Simonson empezó escribir para DC Comics. Ella, junto con el artista Jon Bogdanove y el editor Mike Carlin lanzaron un nuevo título de Superman que titularon Superman: El hombre de acero, y que Simonson escribió durante ocho años hasta el Nº86 en 1999. Contribuyó con argumentos como el de "Pánico en el Cielo" en 1992. Más tarde ese año, Simonson (junto con Carlin, Dan Jurgens, Roger Stern y otros) fue uno de los arquitectos de la historia de "La Muerte de Superman", en la que Superman moría y era resucitado. Fue durante aquella trama, en Las Aventuras de Superman Nº500 (junio de 1993), cuando Simonson y Bogdanove introdujeron a su personaje Steel, que inició su propia saga en febrero de 1994, con Simonson como escritora hasta el Nº31. El personaje tuvo su propio largometraje protagonizado por Shaquille O'Neal en 1997. Simonson fue una de los muchos creadores que trabajaron en el especial Superman: El álbum de boda de 1996 en el que el superhéroe se casaba con Lois Lane.
En 1999, Simonson regresó a Marvel para escribir una serie de Warlock, que interpretaba un personaje que aparecía en su anterior saga de Nuevos Mutantes. Ese mismo año,  escribió la miniserie, Galactus the Devourer, en la que el personaje moría temporalmente. En 2005,  escribió historias protagonizadas por Magnus Robot Fighter para la editorial Ibooks, Inc. En 2007, Simonson escribió un especial protagonizado por Magik de los Nuevos Mutantes como parte de los cuatro capítulos conocidos como Mystic Arcana. Entre 2008 y 2009 escribió varios número de Marvel Adventures. También coescribió el cómic de World of Warcraft, basado en el juego de internet de multi-jugadores, para Wildstorm, y una historia de manga, basada en el universo Warcraft, para Tokyopop.
Desde 1993 hasta 2009,  escribió cinco libros ilustrados y once novelas para lectores preadolescentes, en muchas de las cuales utilizó personajes de DC Cómics. Dos novelas de literatura juvenil, La Liga de la Justicia: El Gauntlet y La Liga de la Justicia: Corazón Salvaje, fueron publicadas por Bantam Books, y estaban basadas en la historieta de La Liga de la Justicia. Escribió una novela de Batman para adultos y el libro de no-ficción DC Cómics Covergirls.

### Dark Horse Comics
- Star Wars: River of Chaos #1, 3 (1995)

### DC Comics
- Action Comics #701, Annual #6 (1994)
- Adventures of Superman #500, 568-569, 571, Annual #3 (1993-1999)
- DC Retroactive: Superman - The '90s #1 (2011)
- Detective Comics #635-637, Annual #4 (1991)
- Doomsday Annual #1 (1995)
- New Titans #87, 94-96, Annual #10 (1992-1994)
- Showcase '96 #2 (1996)
- Steel #1-3 5-16, 21-27, 29-31, #0, Annual #2 (1994-1996)
- Supergirl/Lex Luthor Special #1 (1993)
- Superman Forever #1 (1998)
- Superman Red/Superman Blue #1 (1998)
- Superman: Save the Planet #1 (1998)
- Superman: The Man of Steel #1-56, 59-83, 86, #0, Annual #2, 4, 6 (1991-1999)
- Superman: The Man of Tomorrow #11-14 (1998-1999)
- Superman: The Wedding Album #1 (1996)
- Wonder Woman #600 (2010)
- World of Warcraft #15-25 (2009-2010)

### Marvel Comics
- Amazing High Adventure #1 (1984)
- The Amazing Spider-Man Annual #19 (1985)
- Chaos War: X-Men #1 (2011)
- Fantastic Four 2000 #1 (2000)
- Galactus: The Devourer #1-6 (1999-2000)
- Girl Comics #3 (2010)
- Havok and Wolverine Meltdown #1-4 (1989)
- Heroes for Hope Starring the X-Men #1 (1985)
- Iron Age #3 (2011)
- Life of Christ: The Christmas Story #1-2 (1993-1994)
- Marvel Adventures Super Heroes #7, 11 (2009)
- Marvel Super Special #38 (1985)
- Marvel Team-Up #149-150, Annual #7 (1984-1985)
- Mystic Arcana: Magik #1 (2007)
- New Mutants #55-80, 82-91, 93-97, Annual #4-6 (1987-1991)
- Power Pack #1-8, 10-20, 22-33, 35, 37, 39-40, Holiday Special #1 (1984-1992)
- Red Sonja #8-13 (1985-1986)
- Sensational She-Hulk #29-30 (1991)
- Spellbound #1-6 (1988)
- Starriors #1-4 (1984-1985)
- Warlock #1-9 (1999-2000)
- Web of Spider-Man #1-3 (1985)
- X-Factor #6-64, Annual #3, 5 (1986-1991)
- X-Factor Forever #1-5 (2010)
- X-Men: Black Sun #4 (2000)
- X-Terminators #1-4 (1988-1989)